# جيلارد هنت
جيلارد هنت (بالإنجليزية: Gaillard Hunt)‏ هو مؤرخ أمريكي، ولد في 8 سبتمبر 1862، وتوفي في 20 مارس 1924.